# أزستاريس (دواء)
سيرديكسميثيلفينيديت / ديكسميثيلفينيديت(Serdexmethylphenidate/dexmethylphenidate )، الذي يُباع تحت الإسم التجاري أزستاريس(Azstarys) ، هو دواء مركب يستخدم لعلاج اضطراب نقص الانتباه وفرط النشاط (ADHD)  لدى الأشخاص الذين لا يقل عمرهم عن ست سنوات.  و يؤخذ عن طريق الفم. 
تشمل الآثار الجانبية الشائعة له على: انخفاض الشهية و صعوبة النوم و الغثيان و آلام البطن والقلق و التهيج و سرعة ضربات القلب و زيادة ضغط الدم.  قد تشمل الآثار الجانبية الأخرى أيضا: الذهان والقساح، و رينود و مشاكل في القلب.  كما أنه قد يؤدي إلى مخاطر عالية نتيجة سوء الاستعمال .  أما السلامة أثناء الحمل غير واضحة. وهو يحتوي على سيرديكسميثيلفينيديت وديكسميثيلفينيديت ، اللذان يعملان كمنشطين للجهاز العصبي المركزي . 
تمت الموافقة على المجموعة للاستخدام الطبي في الولايات المتحدة في عام 2021.  ولم تتم الموافقة عليه في أوروبا أو المملكة المتحدة اعتبارًا من 2022.  في الولايات المتحدة تبلغ التكلفة حوالي 400 دولار أمريكي شهريًا ابتداء من عام 2022.  و تعتبر مادة خاضعة للرقابة من الجدول الثاني . 